# キュスティーヌ
キュスティーヌ （Custines）は、フランス北東部、グラン・テスト地域圏、ムルト＝エ＝モゼル県に属するコミューンの1つである。

## 地理

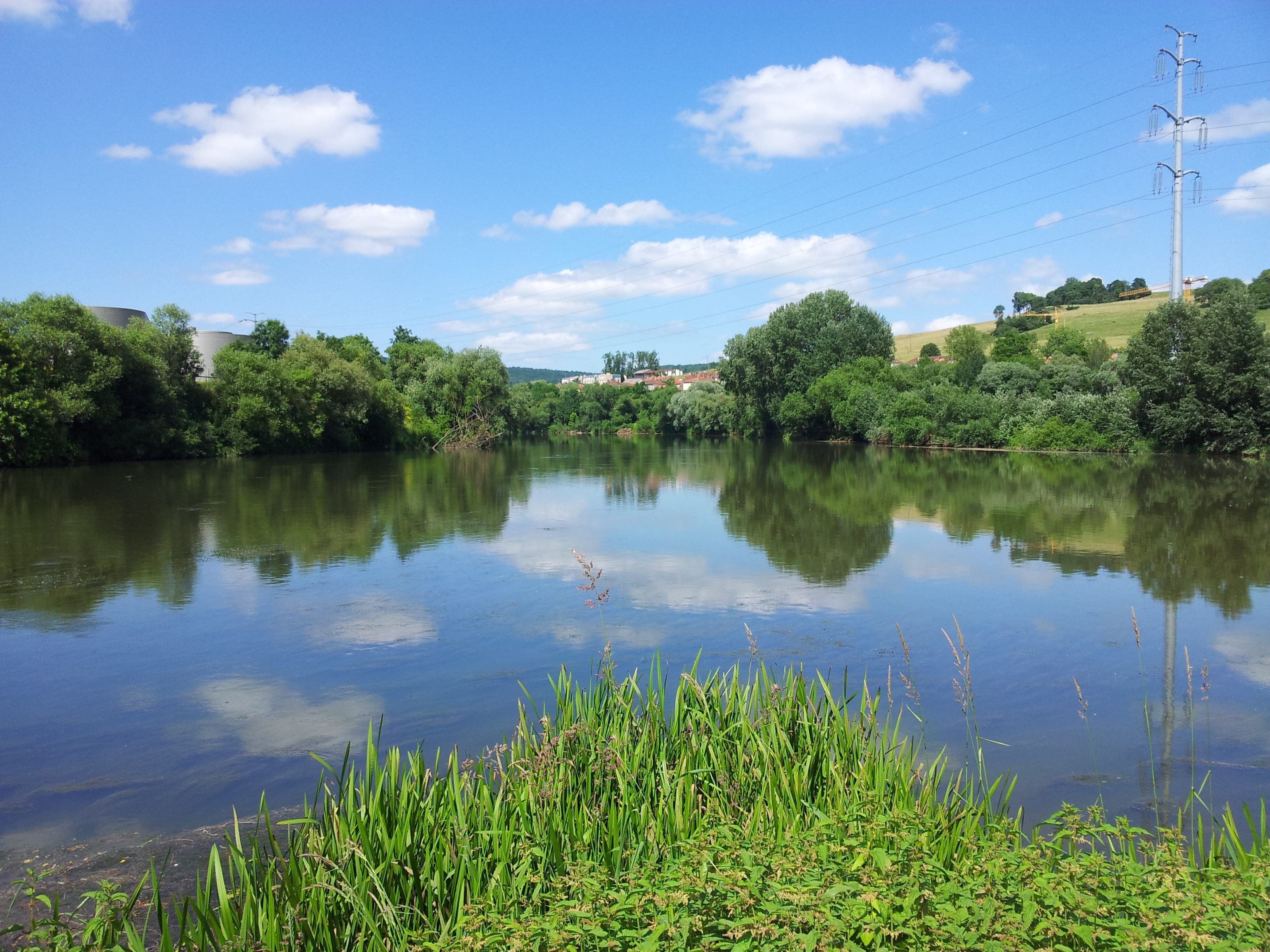
ムルト川とモゼル川の合流地点。

キュスティーヌは、通称『地獄の口』と呼ばれる、ムルト川がモゼル川へと合流する地点に位置する。なお、モゼル川へと合流した水は、ドイツに入るとライン川へと合流し、最終的に北海へと注ぐ。つまり、この街は大陸分水嶺の北海側に位置している。

## 歴史
キュスティーヌの古い名前はcondéといい、ケルト語の語源からきていることから明らかなように、昔ケルト人たちがコミューンの地に定住していた。後のガロ＝ローマ時代のヴィラは、メロヴィング朝時代のネクロポリスと同様に、この地に非常に古くから定住地があったことを示す。教区の首座たる母教会は、何世紀にもわたるこの地の年表が確認できるし、一定してこの場所を占めていたことがわかる。モゼル川右岸側の小さな支流であるモシェール川が合流する地点にあるこの村は、メス司教座の領地における製塩の中心地ソルノワ地方へ、谷を通じて往来できる古い道路の出発点であった。
1253年に最初の城が建設されたが、すぐにバル伯の手に渡った。1420年、ロレーヌ公領とバル公領の統合が、城の現代化のきっかけになった。
ナンシーの戦いの後の1477年、この城には頻繁に宮廷が置かれた。初代ギーズ公クロード・ド・ロレーヌはこの城で誕生している。一方で、コンデの町は絶えず発展していった。対フランス戦争に伴い、1635年に城は解体され、20世紀初頭まで採石場として役立てられていた。
コンデ・シュル・モゼルは、ナンシー総督であるキュスティーヌ伯に属していた。ロレーヌ公レオポール1世はキュスティーヌ伯にちなみキュスティーヌと改めた。フランス革命後、町はポール・シュル・モゼルと改名させられた。1800年前後、かつてのキュスティーヌの名に戻った。
町の経済は19世紀の産業ブームでかなり回復したが、鉄鋼の町に転換したフルアールやポンペとは異なり、キュスティーヌは農村の側面を保持し続けた。
キュスティーヌはスムーズに第一次世界大戦を迎えたが、1944年にはモゼル川に架かる橋が爆撃され、村の一部が橋に加えて破壊され、画家ルイ・ギニョの自宅と、彼の名を冠した学校の一帯が破壊された。
1970年代に起きた最初の鉄鋼危機に伴い、ポンペ工業団地は事実上軽工業に転換され、町は発展を続けていった。

## 人口統計
| 1962年 | 1968年 | 1975年 | 1982年 | 1990年 | 1999年 | 2006年 | 2015年 |
| ------ | ------ | ------ | ------ | ------ | ------ | ------ | ------ |
| 2639   | 3046   | 2900   | 2841   | 2813   | 2991   | 3001   | 2930   |

参照元:1962年から1999年までは複数コミューンに住所登録をする者の重複分を除いたもの。それ以降は当該コミューンの人口統計によるもの。1999年までEHESS/Cassini、2006年以降INSEE。